# Кёк-Таш (посёлок)
Кёк-Таш — (до 1980-х годов название писалось как Кок-Таш; кирг. Көк-Таш) посёлок городского типа в Кыргызстане. Подчинён администрации города Майлуу-Суу, Джалал-Абадская область. Пограничный населённый пункт. Расположен на реке Майлы-Суу в 7 км от города Майлуу-Суу и в 50 км от ближайшей железнодорожной станции (Андижан).
Статус посёлка городского типа с 1949 года.

## Население
| 1959 | 1970 | 1979 | 1989 | 2011 |
| ---- | ---- | ---- | ---- | ---- |
| 2385 | 2253 | 2825 | 2763 | 2700 |